# Orchestina flava
Orchestina flava là một loài nhện trong họ Oonopidae.
Loài này thuộc chi Orchestina. Orchestina flava được miêu tả năm 2005 bởi Ono.